# Spleen United

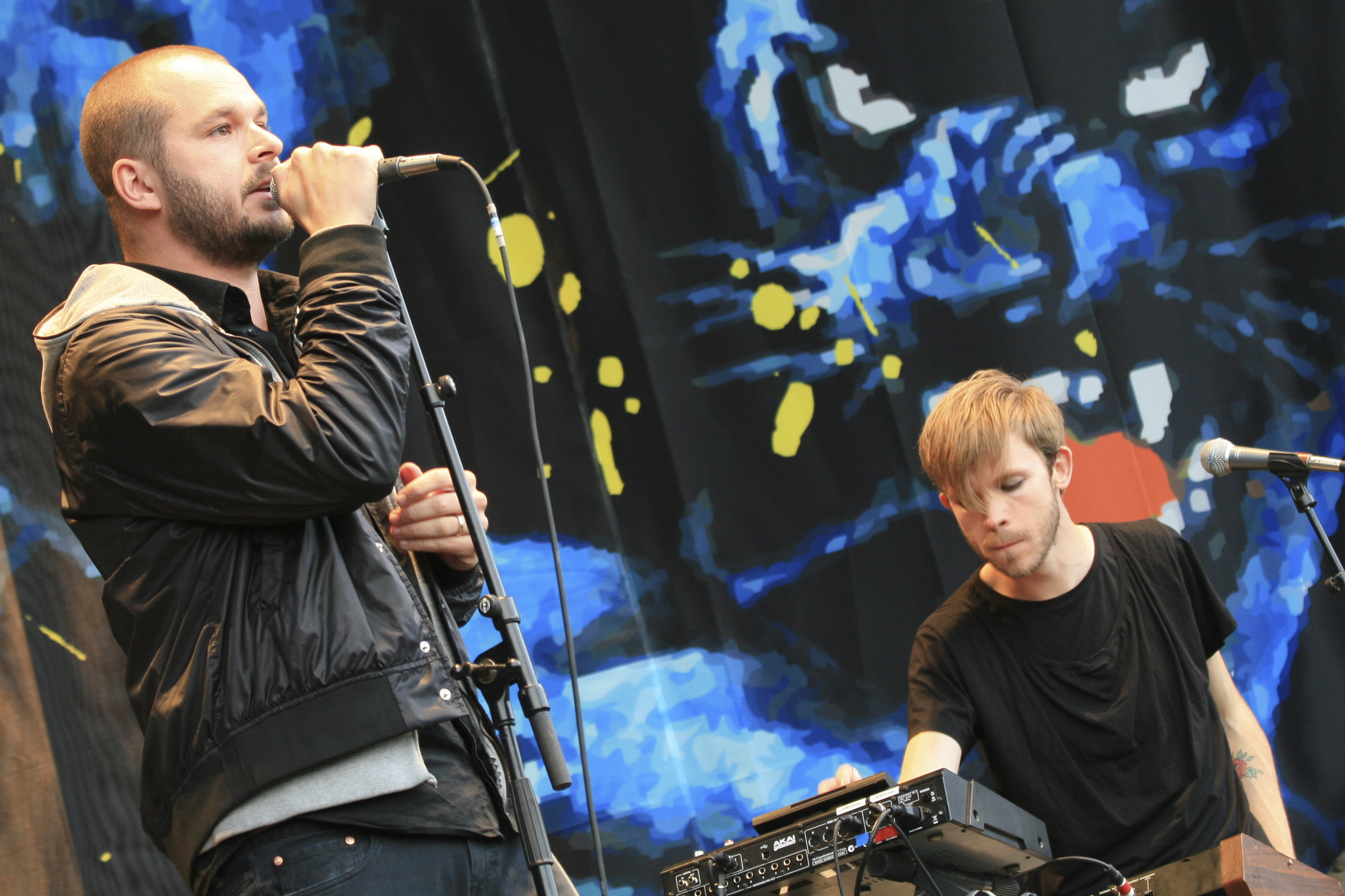
Spleen United (Grøn Koncert 2008)

Spleen United ist eine dänische Synthirockband. Die Band besteht aus den Brüdern Bjarke and Gaute Niemann, Jens Kinch, Kasper Nørlund und Rune Wehner.

## Geschichte
Die Band wurde 2002 in Aarhus, Dänemark gegründet. 
Ihr erstes Album war Godspeed into the Mainstream, es erreichte Platz 12 der dänischen Albumcharts.
Spleen Uniteds zweites Album heißt Neanderthal und wurde am 21. Januar 2008 in Dänemark veröffentlicht, wo es auch eine Woche die Spitze der Albumcharts innehatte. Ihre erste Single vom aktuellen Album ist My Tribe.

## Diskografie

### Studioalben
| Jahr | Titel                        | Höchstplatzierung, Gesamtwochen, AuszeichnungChartsChartplatzierungen (Jahr, Titel, Platzierungen, Wochen, Auszeichnungen, Anmerkungen) | Anmerkungen |
| Jahr | Titel                        | DK | Anmerkungen |
| ---- | ---------------------------- | --- | ----------- |
| 2005 | Godspeed Into The Mainstream | DK12 (3 Wo.)DK |             |
| 2008 | Neanderthal                  | DK1 (26 Wo.)DK |             |
| 2012 | School of Euphoria           | DK6 (8 Wo.)DK |             |

### Singles
| Jahr | Titel Album                         | Höchstplatzierung, Gesamtwochen, AuszeichnungChartsChartplatzierungen (Jahr, Titel, Album, Platzierungen, Wochen, Auszeichnungen, Anmerkungen) | Anmerkungen |
| Jahr | Titel Album                         | DK | Anmerkungen |
| ---- | ----------------------------------- | --- | ----------- |
| 2008 | Suburbia Neanderthal                | DK38 (2 Wo.)DK |             |
| 2010 | Sunset To Sunset School of Euphoria | DK35 (1 Wo.)DK |             |
| 2011 | Days of Thunder School of Euphoria  | DK32 (1 Wo.)DK |             |

Weitere Singles
- 2005: Heroin Unltd
- 2005: In Peak Fitness Conditions
- 2006: Spleen United
- 2007: My Tribe
- 2008: Failure 1977
- 2012: Misery (feat. Gitte Nielsen)